# Landeskommando Bayern
Das Landeskommando Bayern (LKdo BY) ist seit 2007 die oberste territoriale Kommandobehörde der Bundeswehr im flächenmäßig größten Bundesland. Es ist seit 2022 dem Operativen Führungskommando der Bundeswehr in Berlin unterstellt und primärer Ansprechpartner der Bayerischen Staatsregierung im Rahmen der Zivil-Militärischen Zusammenarbeit.
Das Kommando mit Sitz in der Fürst-Wrede-Kaserne in München verfügt über alle Führungsgrundgebiete, welche auf den verschiedenen Ebenen Pendants haben. Die fachliche Ausbildung des Personals erfolgt weitgehend über das Kommando Zivil-Militärische Zusammenarbeit (KdoZMZBw), welches auch Personal abstellt.

## Auftrag
- Es führt als in der Fläche drei Regionalstäbe Territoriale Aufgaben der Bundeswehr (RegStTerrAufg Nord (Oberfranken, Mittelfranken und Unterfranken) in Roth,[2] RegStTerrAufg Süd (Oberbayern und Schwaben) in Kleinaitingen und RegStTerrAufg Ost (Oberpfalz und Niederbayern) in Bogen), jeweils geführt von einem Oberst der Reserve, vertreten im Dienstalltag durch einen aktiven Oberstleutnant. Die drei Regionalstäbe führen insbesondere die insgesamt 96 Kreis- und sieben Bezirks-Verbindungskommandos (KVK/BVK), welche ausschließlich mit Reservisten besetzt sind und dort ihre zivilen Gegenüber beraten. Dies dient der Planung, Vorbereitung und Koordination von Amts- und Katastrophenhilfe. Die Regionalstäbe führen seit 2017 auch die Grundausbildung für Ungediente durch.
- Es fasst Unterstützungsanforderungen zusammen, bewertet diese und legt sie aufbereitet dem Operativen Führungskommando der Bundeswehr vor.
- Es bereitet die Aufnahme und den Einsatz der Bundeswehrkräfte in Abstimmung mit dem verantwortlichen zivilen Katastrophenschutzstab vor und koordiniert deren Einsatz nach den Vorgaben und Prioritäten der zivilen Seite und verfügt so über ein militärisches Lagebild der eingesetzten und noch verfügbaren Bundeswehrkräfte.
- Koordination von Host Nation Support, gemäß NATO-Truppenstatut im Freistaat.
- Koordination der Presse-/Öffentlichkeitsarbeit der Bundeswehr im Freistaat Bayern.
- Beratung der übenden Truppe in landesspezifischen Umweltschutzfragen.
- Fachliche Führung der Standortältesten.

## Wappen
Das Wappen des Landeskommandos Bayern ist gotisch geformt und durch eine von links unten nach rechts oben verlaufende schwarze Trennlinie in zwei Flanken geteilt; die Flanke links oben besteht aus dem weiß-blauen Rautenmuster der Staatsflagge Bayerns; die untere rechte Flanke in den Farben schwarz-rot-gold der Bundesdienstflagge; zentral im Wappen befindet sich eine Gemeinfigur in Form des großen Bayerischen Staatswappens.

## Geschichte
Bis 2013 war das Landeskommando Bayern dem Wehrbereichskommando IV – Süddeutschland unterstellt. Danach war es bis zu dessen Ab- und Auflösung im Jahr 2022 dem Kommando Territoriale Aufgaben der Bundeswehr in Berlin unterstellt.
Das Landeskommando beteiligte sich an diversen Einsätzen im Rahmen der Zivil-Militärischen Zusammenarbeit in Bayern und darüber hinaus. Besonders hervorzuheben sind zum Beispiel die Bewältigung von Flüchtlings- und Coronakrise, die Hilfe bei Naturkatastrophen, etwa das Donauhochwasser 2013 oder die Schneekatastrophe 2019.
2019 startete ein Pilotprojekt zur Wiederaufstellung von Heimatschutz-Verbänden in Form von Landesregimentern. Am 1. April 2019 wurde das erste Landesregiment in Bayern, unter dem Kommando von Oberst der Reserve Stefan Berger, in Dienst gestellt. In das Landesregiment in Bayern mit seiner Gesamtstärke von rund 500 Reservisten werden die drei bereits bestehenden Kompanien der Regionalen Sicherungs- und Unterstützungskräfte (RSU) integriert: Die RSU-Kompanien Mittelfranken, Oberfranken und Unterfranken. Der Regimentsstab hatte seinen Sitz in der Münchner Fürst-Wrede-Kaserne. Das aus dem Pilotprojekt Landesregiment Bayern hervorgegangene Heimatschutzregiment 1 hat seinen Sitz in der Dachauerstraße in München und ist Brigadegeneral Thomas Hambach, Kommandeur des Landeskommandos Bayern, unterstellt.